# Василисино (Московская область)
Василисино — деревня в Наро-Фоминском районе Московской области, входит в состав сельского поселения Волчёнковское. Численность постоянного населения по Всероссийской переписи 2010 года — 9 человек, в деревне числятся 1 улица и 4 садовых товарищества. До 2006 года Василисино входило в состав Назарьевского сельского округа.
Деревня расположена в юго-западной части района, на правом берегу реки Исьма, примерно в 7 км к востоку от города Верея, высота центра над уровнем моря 166 м. Ближайшие населённые пункты — Акишево на противоположном берегу реки и Женаткино в 1,3 км на север.

## Этимология
От женского имени Василиса.